# حيدر باغي
حيدر باغي هي قرية في مقاطعة مياندوآب، إيران. يقدر عدد سكانها بـ 329 نسمة بحسب إحصاء 2016.